# Zhonghuan Qisheng
Lo Zhonghuan Qisheng è una competizione goistica taiwanese, organizzata dall'Accademia taiwanese di Go.
Nacque nel 2013 per rimpiazzare sia la Coppa Zhonghuan sia il Qisheng. Si tratta di un torneo a eliminazione diretta che parte dai trentaduesimi di finale, con alcuni partecipanti che hanno il diritto di entrare ai turni successivi, e con finale al meglio dei tre incontri.

## Albo d'oro
| Edizione | Anno | Vincitore    | Risultato | Finalista     |
| -------- | ---- | ------------ | --------- | ------------- |
| 1        | 2013 | Lin Lixiang  | 2-0       | Wang Yuanjun  |
| 2        | 2014 | Chen Shiyuan | 2-1       | Lin Lixiang   |
| 3        | 2015 | Chen Shiyuan | 2-0       | Wang Yuanjun  |
| 4        | 2016 | Wang Yuanjun | 2-1       | Lin Lixiang   |
| 5        | 2017 | Xu Haohong   | 2-1       | Lin Junyan    |
| 6        | 2018 | Lin Shixun   | 2-0       | Xu Haohong    |
| 7        | 2019 | Xu Haohong   | 2-0       | Jian Jingting |
| 8        | 2020 | Xu Haohong   | 2-1       | Lin Junyan    |
| 9        | 2021 | Wang Yuanjun | 2-1       | Chen Qirui    |
| 10       | 2022 | Lai Junfu    | 2-0       | Li Wei        |
| 11       | 2023 | Xu Haohong   | 2-1       | Lai Junfu     |
| 12       | 2024 | Xu Haohong   | 2-0       | Chen Qirui    |